# Äppelknyckarjazz
Äppelknyckarjazz (рус. Джаз похитителей яблок) — дебютный студийный альбом шведской группы Movits!, вышедший в 2008 году.

## Об альбоме
Создание Äppelknyckarjazz продолжалось три года. В записи участвовали многие шведские музыканты. Как утверждают сами музыканты, на его создание их вдохновила песня Бенни Гудмена «Sing, Sing, Sing».
Альбом был выпущен 26 ноября 2008 года в Швеции и признан национальной шведской газетой Dagens Nyheter.
В США, где он был выпущен 29 июля 2009 года, выпуском Äppelknyckarjazz занимались Comedy Central Records.
27 июля 2009 года песню «Fel Del Av Gården» показали в американском сатиристическом новостном шоу The Colbert Report. 30 июля 2009 года Стивен Кольбер на своём шоу упоминал, что альбом Äppelknyckarjazz завоевал заметную популярность на Amazon.com и iTunes.

## Список композиций
| №   | Название                                            | Длительность |
| --- | --------------------------------------------------- | ------------ |
| 1.  | «Ta På Dig Dansskorna (Take On Your Dancing Shoes)» | 3:41         |
| 2.  | «Lite Som»                                          | 1:10         |
| 3.  | «Swing För Hyresgästföreningen»                     | 4:04         |
| 4.  | «Fast Tvärtom»                                      | 1:48         |
| 5.  | «A-Kasse Blues»                                     | 4:18         |
| 6.  | «Fel Del Av Gården (Wrong Side Of The Yard)»        | 4:13         |
| 7.  | «Epistel N:o 1»                                     | 3:15         |
| 8.  | «Tom Jones»                                         | 4:38         |
| 9.  | «Äppelknyckarjazz»                                  | 3:11         |
| 10. | «Stick Iväg Jack del II»                            | 2:02         |
| 11. | «Med Två Dollar På Fickan»                          | 3:09         |
| 12. | «Det Vete Fan»                                      | 2:56         |
| 13. | «Har Du Soul?»                                      | 3:14         |
| 14. | «Vals På Vinkelgränd»                               | 6:42         |

## Видеоклипы
- Ta På Dig Dansskorna
- Fel Del Av Gården
- Äppelknyckarjazz